# Попович, Йован (гребец)
Йо́ван По́пович (серб. Јован Поповић / Jovan Popović; 11 мая 1987, Белград) — сербский гребец, выступал за национальную сборную Сербии по академической гребле во второй половине 2000-х — первой половине 2010-х годов. Чемпион мира, бронзовый призёр чемпионата Европы, победитель и призёр многих регат национального значения.

## Биография
Йован Попович родился 11 мая 1987 года в Белграде. Активно заниматься греблей начал в возрасте десяти лет в 1997 году, проходил подготовку в столичном гребном клубе «Партизан».
Впервые заявил о себе в 2005 году, одержав победу в парных четвёрках на молодёжном чемпионате мира в Амстердаме. Год спустя на аналогичных соревнованиях в Хацевинкеле выиграл серебряную медаль в безрульных двойках.
Первого серьёзного успеха на взрослом международном уровне добился в сезоне 2006 года, когда вошёл в основной состав сербско-черногорской национальной сборной и побывал чемпионате мира в английском Итоне, где вместе с напарником Николой Стоичем и рулевым Иваном Нинковичем обогнал всех соперников в зачёте двоек рулевых и завоевал тем самым награду золотого достоинства. Год спустя на мировом первенстве в Мюнхене выступал в рулевых четвёрках совместно с Марко Марьяновичем, Гораном Ягаром, Николой Стоичем и рулевым Сашей Мимичем — выиграл в итоге серебряную медаль, уступив на финише только команде из США.
В 2011 году на чемпионате Европы в болгарском Пловдиве Попович добавил в послужной список награду бронзового достоинства, в безрульных двойках в паре со своим давним партнёром Николой Стоичем занял третье место — лучше них дистанцию преодолели только команды из Греции и Италии. Благодаря череде удачных выступлений квалифицировался на летние Олимпийские игры 2012 года в Лондоне, однако в итоге он так и не выступил на Играх — вместо него в паре со Стоичем стартовал Ненад Беджик.
Последний раз Йован Попович показал сколько-нибудь значимый результат на международной арене в сезоне 2014 года, когда принял участие в домашнем чемпионате Европы в Белграде и в четвёрках безрульных сумел дойти до утешительного финала «Б», где финишировал шестым. Вскоре по окончании этих соревнований принял решение завершить карьеру профессионального спортсмена, уступив место в сборной молодым сербским гребцам.